# Franz Amtmann
Franz Amtmann (* 1963 in Hartberg) ist ein österreichischer Elektrotechniker und Erfinder. Er ist bekannt als Mitentwickler der Nahfeldkommunikation (auch NFC oder Near Field Communication).

## Leben
Franz Amtmann maturierte am Bundesrealgymnasium Gleisdorf. Er studierte Elektrotechnik an der Technischen Universität Graz und schloss sein Studium mit Auszeichnung ab. Ab 1991 arbeitete er bei der österreichischen Firma Mikron, wo er an der Entwicklung von Mifare beteiligt war. Mikron wurde 1995 von Philips Semiconductors, der heutigen NXP Semiconductors übernommen. 2002 entwickelte Amtmann dort mit seinem Team den Schaltkreis, der der NFC-Technologie zugrunde liegt.
Franz Amtmann ist aktuell leitender Entwickler bei NXP Semiconductors. Er ist an über 50 Patenten und Patentanmeldungen beteiligt, die zur weltweiten Verbreitung von RFID beigetragen haben.

## Auszeichnungen
- 2015: Europäischer Erfinderpreis in der Kategorie Industrie gemeinsam mit Philippe Maugars und den Entwicklerteams für die Erfindungen zur Near Field Communication[2]

## Veröffentlichungen (Auswahl)
- J. Grosinger, B. J. B. Deutschmann, L. Zoscher, M. E. Gadringer, F. Amtmann: HF RFID Tag Chip Impedance Measurements. In: Transactions on Instrumentation and Measurement. Band 71, 2022, S. 1–11. doi:10.1109/TIM.2021.3130664